# Гомогенная нуклеация
Гомогенная нуклеация — флуктационное возникновение зародышей новой фазы в исходной в отсутствие примесей. При метастабильности исходной фазы часть зародышей успевает достичь размеров, начиная с которых они растут уже необратимо, делаясь центрами конденсации новой фазы. Гомогенная нуклеация наблюдается, как правило, в системах прошедших предварительную очистку от посторонних частиц. 

Характерный пример гомогенной нуклеации — образование капель жидкости в пересыщенном паре.